# Mrs. Robinson
"Mrs. Robinson" là một ca khúc của nhóm nhạc Mỹ Simon & Garfunkel từ album phòng thu thứ tư của họ Bookends (1968). Do nhóm và Roy Halee tự sản xuất, bài hát trở nên nổi tiếng khi đưa vào trong phim The Graduate. Ca khúc do Paul Simon viết nhạc, người đã đưa nó tới đạo diễn Mike Nichols bên cạnh Art Garfunkel sau khi Nichols từ chối hai bài hát khác dành cho bộ phim. Ca khúc chứa đựng một mối liên hệ nổi tiếng đến ngôi sao bóng chày Joe DiMaggio.
"Mrs Robinson" trở thành bài hát thứ hai của nhóm nhạc đứng đầu các bảng xếp hạng, đoạt vị trí quán quân Billboard Hot 100 và nằm trong tốp 10 bảng xếp hạng của nhiều quốc gia khác, trong số đó bao gồm Vương quốc Anh, Ireland và Tây Ban Nha. Năm 1969, ca khúc cũng trở thành bài hát rock đầu tiên đoạt giải Grammy cho Thu âm của năm. Bài hát đã được nhiều nghệ sĩ hát lại, bao gồm Frank Sinatra, the Lemonheads và Bon Jovi. Năm 2004 ca khúc được xếp thứ 6 trong danh sách khảo sát 100 ca khúc trong phim của Viện phim Mỹ ở những giai đoạn đầu của điện ảnh Mỹ.

## Vị trí xếp hạng

### Xếp hạng tuần
| Xếp hạng (1968)               | Vị trí cao nhất |
| ----------------------------- | --------------- |
| Hà Lan (Dutch Top 40)         | 5               |
| Ireland (IRMA)                | 5               |
| Na Uy (VG-lista)              | 8               |
| Tây Ban Nha (PROMUSICAE)      | 7               |
| Thụy Sĩ (Schweizer Hitparade) | 6               |
| Hoa Kỳ Billboard Hot 100      | 1               |
| Anh Quốc (OCC)                | 4               |

| Quốc gia                                                                           | Chứng nhận | Số đơn vị/doanh số chứng nhận |
| ---------------------------------------------------------------------------------- | ---------- | ----------------------------- |
| Hoa Kỳ (RIAA)                                                                      | Gold       | 1.000.000^                    |
| * Chứng nhận dựa theo doanh số tiêu thụ. ^ Chứng nhận dựa theo doanh số nhập hàng. |            |                               |

Bản cover của The Lemonheads
| Xếp hạng (1992)                       | Vị trí cao nhất |
| ------------------------------------- | --------------- |
| US Hot Modern Rock Tracks (Billboard) | 8               |